# Trấn Nam
Trấn Nam (chữ Hán: 鎮南) là một đơn vị hành chính quân sự của nhà Đường trong lịch sử Trung Quốc, bao gồm phần lớn miền Bắc và một phần miền Trung Việt Nam ngày nay. Trấn Nam tồn tại trong khoảng 758-768, tổng cộng gần 10 năm, sau đó được nhà Đường đổi tên lại thành An Nam.

## Lịch sử
Năm 758, nhà Đường đã đổi An Nam đô hộ phủ thành Trấn Nam đô hộ phủ, nhưng chỉ được gần 10 năm. Năm 768 nhà Đường đã đổi lại thành An Nam đô hộ phủ. Tiết độ sứ Trấn Nam trong thời kỳ này là Abe no Nakamaro.